# Sergio Mantovani

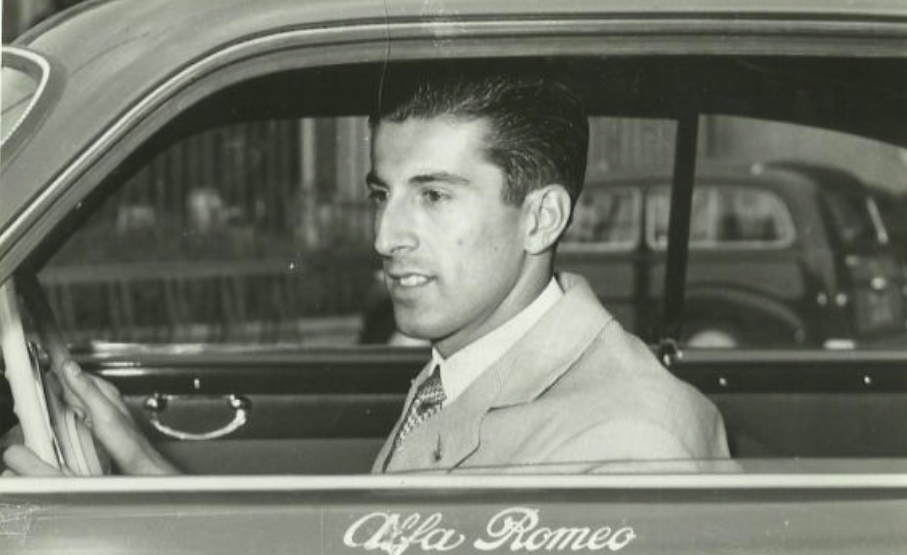
Sergio Mantovani

Sergio Mantovani (Milaan, Italië, 22 mei 1929 - aldaar, 23 februari 2001) was een Formule 1-coureur uit Italië. Hij nam tussen 1953 en 1955 deel aan 8 Grands Prix voor het team Maserati en scoorde hierin 4 punten.